# Wolfgang Schumacher (Botaniker)

Wolfgang Schumacher (2020)

Wolfgang Schumacher (* 5. Oktober 1944 in Antweiler; † 29. Oktober 2023 in Mechernich) war ein deutscher Biologe und Geobotaniker sowie Universitätsprofessor. Er gilt als Pionier des Vertragsnaturschutzes  in Nordrhein-Westfalen und wurde 2011 mit dem Verdienstkreuz 1. Klasse des Verdienstordens der Bundesrepublik Deutschland ausgezeichnet.

## Berufliche Laufbahn
Schumacher studierte zunächst Lehramt. Begleitend zu seinem Schuldienst ab Januar 1967 als Volksschullehrer in Marmagen studierte er von 1970 bis 1975 Biologie und Bodenkunde an der Rheinischen Friedrich-Wilhelms-Universität Bonn. Das Studium schloss er mit dem ersten Staatsexamen ab. In seiner anschließenden vegetationskundlichen Promotion erhielt er 1976 den Titel „Dr. rer. nat.“ und arbeitete als wissenschaftlicher Assistent und Akademischer Rat im Biologie-Seminar der Pädagogischen Fakultät Bonn. 1983 schloss er seine Habilitation ab und erhielt 1985 den Ruf auf die Professur „Geobotanik und Naturschutz“ im Institut für Nutzpflanzenwissenschaften und Ressourcenschutz der Landwirtschaftlichen Fakultät ebenfalls an der Universität Bonn. In dieser Position etablierte er federführend den M. Sc.-Studiengang „Naturschutz und Landschaftsökologie“. Die Lehrtätigkeit übte er bis zu seiner Emeritierung 2010 aus.
Schumacher forschte vor allem in den Bereichen Biodiversität der Kulturlandschaft, Flora und Vegetation des Rheinlandes und integrative Naturschutzstrategien und -konzepte. Er veröffentlichte mehr als 180 Publikationen und verschiedene Fachbücher, betreute fast 40 Dissertationen und über 180 Diplom- und Staatsexamensarbeiten.
Seine Tätigkeit an der Universität wurde von 1999 bis 2002 unterbrochen. In dieser Zeit war er Abteilungsleiter für Landwirtschaft, Gartenbau und ländlichen Raum im damaligen Ministerium für Umwelt und Naturschutz, Landwirtschaft und Verbraucherschutz des Landes Nordrhein-Westfalens.

## Ehrenamtliches Engagement
Schumacher war von 1976 bis 1994 Vorsitzender des Landschaftsbeirates im Kreis Euskirchen. Dieser beförderte maßgeblich den Aufbau der Biologischen Station im Kreis Euskirchen mit Sitz in Nettersheim.
Schumacher gilt als Mitbegründer des ersten Narzissenfestes am Perlbach, im Fuhrtsbachtal und im Oleftal. Zusammen mit Loki Schmidt wurde dieses erstmals 1979 gefeiert.
Schumacher war 19 Jahre lang Vorsitzender des Verbandes Natur- und Umweltschutz Euskirchen. In dieser Funktion, aber auch generell in seinem Engagement im Naturschutz, setzte er sich für eine Verständigung und die gute Zusammenarbeit der Landwirtschaft und des Naturschutzes ein.
Von 1987 bis 2017 war Schumacher Vorstandsmitglied und ab 2002 Vizepräsident der Nordrhein-Westfalen-Stiftung Naturschutz, Heimat- und Kulturpflege. Er begleitete und prägte somit einen Großteil der fast 40-jährigen Geschichte einer der wichtigsten Stiftungen in NRW.
Schumacher war von 1994 bis 2003 Vorsitzender des Naturhistorischen Vereins der Rheinlande und Westfalens und Mitglied in zahlreichen naturwissenschaftlichen Vereinen, Gesellschaften, Naturschutzorganisationen und Stiftungen.
Schumacher war durch seine Funktion als wissenschaftlicher Leiter der Vorgängerverbände Gründungsvorstandsmitglied der seit 2003 existierenden Stiftung Rheinische Kulturlandschaft. Dort war er fast 20 Jahre als Vizepräsident tätig.
Dank der Arbeit und des Einsatzes von Schumacher hatte die Eifelregion in den Kreisen Euskirchen, Düren und Aachen als einzige das 2010-Ziel der Europäischen Union, den Artenrückgang zu stoppen, nicht nur erreicht, sondern sogar übertroffen.

## Privates
Schumacher war seit 1968 verheiratet und hatte zwei Söhne.

## Publikationen von Wolfgang Schumacher (Auswahl)
Die Publikationsliste umfasst über 180 Arbeiten von 1969 bis 2022.
- Schumacher W. (1977): Flora und Vegetation der Sötenicher Kalkmulde (Eifel). – Decheniana Beiheft 19: 1–199.
- Schumacher, W. (1980): Schutz und Erhaltung gefährdeter Ackerwildkräuter durch Integration von landwirtschaftlicher Nutzung und Naturschutz. – Natur und Landschaft 55: 447–453.
- Schumacher, W. (1984): Gefährdete Ackerwildkräuter können auf ungespritzten Feldrändern erhalten werden. Dreijährige Modelluntersuchung liefert Beweis. – LÖLF-Mitteilungen 9(1): 14–21.
- Haeupler, H., Jagel, A. & Schumacher, W. (2003): Verbreitungsatlas der Farn- und Blütenpflanzen in Nordrhein-Westfalen. – Landesanstalt f. Ökologie, Bodenordnung u. Forsten NRW (Hrsg.), Recklinghausen, 616 S.
- Fuchs, H., Mürtz, H. & Schumacher, W. (2010): Renaturierung der Narzissentäler im deutsch-belgischen Grenzgebiet. – Natur in NRW 35(1): 32–38.
- Schumacher, W. (2012): Auswirkungen atmosphärischer Stickstoffeinträge auf die Biodiversität terrestrischer Ökosysteme. Erkenntnisse - Hypothesen - Fragen. – in: Stoffeinträge in terrestrische Ökosysteme und ihre Bewertung. KRdL-Expertenforum Bonn, S. 11–20.
- Schumacher, W., Trein, L. & Esser, D. (2013): Biodiversität von Magerrasen, Wiesen und Weiden am Beispiel der Eifel - Erhaltung und Förderung durch integrative Landnutzungen. – Berichte der Reinhold-Tüxen-Gesellschaft 25: 56–71.
- Verbücheln, G., Götte, R., Hövelmann, T., Itjeshorst, W., Keil, P., Kulbrock, P., Kulbrock, G., Luwe, M., Mause, R., Neikes, N., Schubert, W., Schumacher, W., Schwartze, P. & van de Weyer, K. (2021): Rote Liste der Farn- und Blütenpflanzen – Pteridophyta et Spermatophyta – in Nordrhein-Westfalen. 5. Fassung. – LANUV-Fachbericht 118: 1–125.

## Auszeichnungen
- 1976 Albert-Steeger-Preis des Landschaftsverbandes Rheinland[5]
- 1981 Silberpflanze der Loki Schmidt Stiftung[5]
- 1982 Umweltpreis des Kreises Euskirchen[5]
- 1987 wurde Schumacher das Verdienstkreuz am Bande verliehen. Dieses wurde mit der Verleihung des Verdienstkreuzes 1. Klasse des Verdienstordens der Bundesrepublik Deutschland am 16. Mai 2011 durch den damaligen Landesumweltministers Johannes Remmel höhergestuft.[3]
- 2008 Schmitt-Degenhardt-Medaille des Naturparks Nordeifel[5]
- 2015 Eifel-Award[8]
- 2019 Rheinlandtaler im Mechernicher Rathaus[5]
- 23. August 2021 den Verdienstorden des Landes Nordrhein-Westfalen[1]